# Давид Анахт

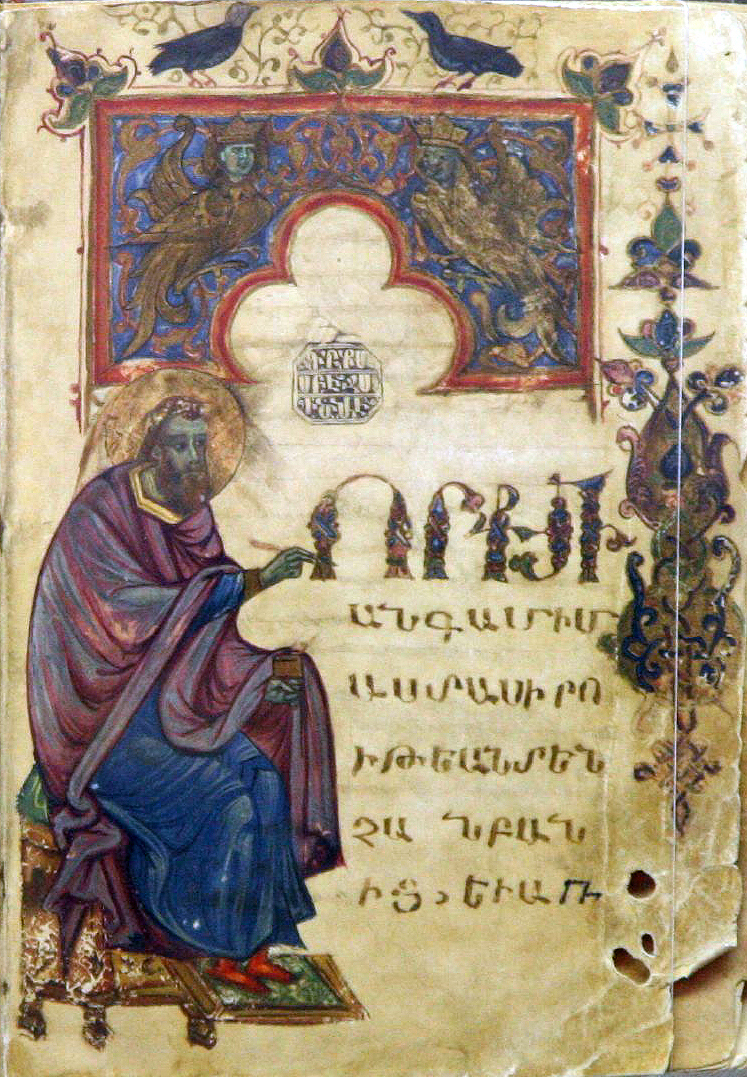
Давид Анахт на сторінці ілюмінованого рукопису 1280 року

Давид Анахт (вірм. Դավիթ Անհաղթ, Давид Непереможний; кінець V століття  — 1-а половина VI століття)  — античний вірменський філософ-неоплатонік, представник Олександрійської школи  неоплатонізму. 

## Філософська діяльність
Давид Анахт навчався в Олександрії та Афінах. 
Прізвисько «Непереможний» отримав за часті перемоги у філософських диспутах. Філософською діяльністю займався не лише у Візантії, але також у Вірменії. 
Філософія Давида Анахт, викладена у творах «Визначення філософії», «Аналіз Вступу Порфирія» та ін. Вона поєднує в собі класичний платонізм з елементами вчення Аристотеля та Піфагора. У працях заторкується широке коло філософських питань: про природу та призначення філософського знання, про можливості людини в пізнанні світу, про роль логіки в пізнавальних процесах тощо. 

### Трактат «Визначення філософії»
Найбільшу популярність здобув трактат Давида Анахт «Визначення філософії». У цьому трактаті Давид засуджує скептицизм та релятивізм, відстоює значення та цінність філософської думки. Філософію він поділяє на теоретичну та практичну. Вихідним початком теоретичної філософії, на його думку, є пізнавальна здатність душі, яка спирається на практичні потреби людини; метою  філософії є осягнення сущого. Практична філософія, на основі результатів теоретичної, повинна вести душі людей до чесноти. Вказівка шляхів уникнення зла, прагнення до духовного піднесення та самовдосконалення — головне, на думку Давида, призначення філософії. 
Щодо філософії Давид Анахт вирізняв шість підходів-визначень: 
1. Філософія є не лише наука про суще, але і про суще як таке, тобто про природу сущого.
2. (За Платоном) Філософія є наука про божественні та людські речі (тобто, філософія оперує крайніми або граничними категоріями).
3. Філософія є турботою про смерть; при цьому смерть розуміється тут не в буквальному сенсі, але в логічному, як становлення, не пусте і не позбавлене призначення, але таке, в якому досягається мета так чи інакше присутня в кожному моменті.
4. Філософія є уподібненням до Бога. При цьому таке уподібнення знову слід розуміти логічно; тобто в аспектах загальноякісних, різноякіснісних, різновиди та символічному; та якщо філософія є уподібнення Богові, то це не є якесь приватне уподібнення, але щонайзагальніше.
5. (За Аристотелем) Філософія є «мистецтво мистецтв та наука наук». При цьому коли ми говоримо «Наука наук» або «мистецтво мистецтв», перша категорія в цих двох парах понять, очевидно, має набагато більш загальний характер. Геометрія, наприклад, є теж наука, фонетика є теж наука і т. д., але ні те, ні інше не є ні «наукою наук», ні «мистецтвом мистецтв».
6. Якщо філософію визначають як «любов до мудрості», використовуючи етимологію самого терміна «філософія», що, в такому випадку, є власне  мудрість  ? Мудрість є мета самого розуму, або істинна наука про суще, тобто про Бога. При цьому Давид Анахт проводить п'ять розрізнень здатності пізнання: відчуття (завжди лише часткове), уява (часткове знання про відсутню річ), думка (заснована і не заснована на знанні причин), роздум (загальне знання, засноване на знанні причин) та розум (наукове знання).

Щодо сущого Давид Анахт вирізняв чотири основні запитання-підходи: чи існує суще ? що є суще ? яка сутність сущого ? для чого існує суще ? 
1. Перше запитання припускає свої власні три запитання: запитання про завідомо несуще (фантастичний козла-олень), про сумнівно суще (надзоряне небо або антиподи), про безперечно суще (людина, кінь, орел).
2. На друге запитання відповідь може бути отримана за допомогою імені, або за допомогою визначення; ім'я відповідає на питання: «що це таке ?»; визначення є підведенням істотного приватного під загальне, так, щоб виявлялася природа визначається.
3. Тут же виникає відповідь на третє запитання, оскільки розгорнуте визначення порівняно з простим ім'ям якраз і містить у собі всі ознаки, які відповідають на запитання: яке суще? (Тобто, запитання про те, що таке суще і яким власне є суще — це те саме запитання, сформульоване в різних аспектах.)
4. Відповідаючи на четверте запитання, про мету сущого, Давид, серед іншого, виводить положення про те, що людина існує для «окраси сущого»; при цьому знання повинне служити духовному піднесенню людини («Необхідно знати, що філософія існує для того, щоб ошляхетнити та прикрасити людську душу»).

## Пам'ять
- 1980 року за рішенням ЮНЕСКО відзначався 1500-літній ювілей Давида Анахт.
- Цього ж року було випущено поштову марку СССР, присвячену Давидові Анахту.

## Видання творів
Грецькою мовою
- Adolf Busse (Hrsg.): Davidis prolegomena et in Porphyrii Isagogen commentarium. Verlag Georg Reimer, Berlin 1904 (Commentaria in Aristotelem Graeca. Bd. 18 Teil 2) (критичне видання "Вступу до філософії" та коментар до Isagoge)
- Adolf Busse (Hrsg.): Eliae in Porphyrii Isagogen et Aristotelis Categorias commentaria. Verlag Georg Reimer, Berlin 1900, S. 105–255 (Commentaria in Aristotelem Graeca. Bd. 18 Teil 1) (критичне видання "Категорій")

Давньовірменською мовою
- Sen S. Arevšatyan (Hrsg.): Dawitʿ Anałtʿ: Erkasirut'iwnk' p'ilisop'ayakank'. Haykakan SSH GA Hrat, Erevan 1980 (некоментоване видання)
- Bridget Kendall, Robert W. Thomson (Hrsg.): Definitions and Divisions of Philosophy by David the Invincible Philosopher. Scholars Press, Chico 1983, ISBN 0-89130-616-1 (критичне видання вірменського оригіналу з англійським перекладом))
- Aram Topchyan (Hrsg.): David the Invincible: Commentary on Aristotle's Prior Analytics. Old Armenian Text with an English Translation, Introduction and Notes. Brill, Leiden 2010, ISBN 978-90-04-18719-1 (Philosophia antiqua. Band 122)

Російською мовою
- «Толкование „Аналитики“ Аристотеля», пер. с древнеармянского. С. С. Аревшатяна. Єреван, 1967.
- «Определения философии», пер. с древнеармянского, предисловие и комментарии С. С. Аревшатяна. Єреван, 1960.
- «Анализ „Введения“ Порфирия».